# 왕분 (후한)
왕분(王芬, ? ~ 187년?)은 중국 후한 말의 정치가이다.

## 생애
기주자사(冀州刺史)였다.
어느 날 왕분은 진번(陳蕃)의 아들 진일(陳逸)과 평원(平原) 사람 양해(襄楷)를 만났는데, 양해가 말하였다.
| “ | 지금 천문이 환관들에게 좋지 않으니, 이 기회에 황문(黃門)과 상시(常侍)들은 멸족될 것이오. | ” |

이 말에 진일은 크게 기뻐하였고, 왕분은 자진하여 이들을 모두 죽일 것을 다짐하였다. 왕분은 곧바로 남양(南陽) 사람 허유(許攸) 및 패국(沛國) 사람 주정(周旌)과 함께 영제(靈帝)를 폐위하고 합비후(合肥侯)를 옹립할 것을 모의하였다. 또한 의랑(議郞) 조조(曹操)에게도 가담할 것을 권하였으나, 조조는 이를 거절하였다. 곧이어 왕분은 평원 사람 화흠(華歆)과 도구홍(陶丘洪)에게도 이를 권하였다. 도구홍은 가담하려 하였으나, 화흠이 만류하자 그만두었다.
어느 날, 영제가 하간(河間)으로 순행을 나서려 하였다. 왕분은 이를 기회로 여기고, 흑산적(黑山賊)이 약탈을 일삼으니 군사를 일으키는 것을 허락할 것을 요청하는 상소를 올렸다. 때마침 북쪽에 붉은 기운이 드리워졌고, 태사(太史)가 영제에게 말하였다.
| “ | 이는 무언가 음모가 있다는 뜻이니, 북쪽으로 가셔서는 안 됩니다. | ” |

곧바로 영제는 왕분으로 하여금 군세를 물리도록 하고 그를 소환하였다. 이를 두려워한 왕분은 기주자사 인수(印綬)를 버리고 피신하였고, 평원에서 스스로 목숨을 끊었다.